# Квай-Гон Джинн
Квай-Гон Джинн (англ. Qui-Gon Jinn, 92 ДБЯ — 32 ДБЯ) — майстер-джедай, поважав індивідуальність і поєднував в собі різні сторони характеру. Був падаваном графа Дуку і наставником Обі-Вана Кенобі. Джинн часто конфліктував з Радою джедаїв. Він був глибоко просякнутий життєвою Силою, яка внесла свій внесок у його часті поїздки, де він часто приймав сторону пригноблених і допомагав «жалюгідним формам життя». Незважаючи на його опозицію Раді, багато джедаї вважали його дуже мудрим і розумним, співчутливо ставилися до його поглядів (які іноді збігалися з поглядами графа Дуку, його колишнього вчителя). Основною особливістю поглядів майстра-джедая було те, що він проповідував Живу Силу. На відміну від Ради, який вважав, що Сила була присутня тільки в живих істот, Квай-Гон вірив, що Сила насичувала і рослини, а також і неживі форми.
Загинув у 32 ДБЯ на Набу від руки Дарта Мола.
Квай-Гона Джинна зіграв Ліам Нісон.